# Resolució 540 del Consell de Seguretat de les Nacions Unides
La Resolució 540 del Consell de Seguretat de les Nacions Unides, aprovada el 31 d'octubre de 1983, observant l'informe del Secretari General de les Nacions Unides i l'augment de la cooperació dels governs de l'Iran i Iraq, el Consell va demanar que continués amb els esforços de mediació a la regió.
La Resolució 540 va condemnar tots els actes en violació de les Convencions de Ginebra de 1949, afirmant el dret a la lliure navegació a les aigües internacionals. També va demanar al Secretari General Javier Pérez de Cuéllar continuar en els seus esforços per trobar una manera d'acabar amb les hostilitats entre els dos països i va instar a l'Iran, l'Iraq i altres estats membres a abstenir-se d'accions que podrien desestabilitzar la regió.
La resolució va ser aprovada per 12 vots contra cap, amb tres abstencions de Malta, Nicaragua i Pakistan.